# In the Hot Seat
In the Hot Seat ist das neunte und letzte Studioalbum der britischen Progressive-Rock-Band Emerson, Lake and Palmer. Das in den Goodnight L.A. Studios in Los Angeles aufgenommene Album wurde von Keith Olsen produziert und erschien 1994 bei Victory. Trotz Bemühungen des renommierten Produzenten wurde das Album ein kommerzieller Flop. Es wurde im Radio nur sehr wenig gespielt und war das einzige Studioalbum Emerson, Lake and Palmers, das keine Platzierung in den Billboard 200-Charts errang.

## Entstehung
Die Produktion des Albums wurde von gesundheitlichen Problemen von Keith Emerson und Carl Palmer überschattet. Keyboarder Emerson litt an fokaler Dystonie, einer Erkrankung des Nervus ulnaris, die ihm die Kontrolle seiner rechten Hand einschränkte. Da Prognosen für eine erfolgreiche Genesung nach einem chirurgischen Eingriff nicht vielversprechend waren, musste er die rechts gespielten Teile mit der linken Hand einspielen. Schlagzeuger Palmer litt an einem Karpaltunnelsyndrom, das in Taubheitsgefühlen in den Fingern resultierte, aber durch eine Operation kuriert werden konnte.
Der Titel Daddy wurde von Lake in Erinnerung an das seit 1993 vermisste 12-jährige Mädchen Sara Anne Wood geschrieben, um Bewusstsein für vermisste und entführte Kinder zu schärfen. Die aus dem Song eingespielten Lizenzgebühren von 5000 US-Dollar gingen an das Sara Anne Wood Rescue Center, einer von Woods Vater gegründeten gemeinnützigen Stiftung.
Street War entstand im Sommer 1988 bei Sessions von Lake mit Geoff Downes unter dem Projektnamen Ride the Tiger, wurde aber für dieses Album überarbeitet, indem Texte hinzugefügt und umgeschrieben und neue Musik komponiert wurde. Ride the Tiger wurde schließlich im Jahr 2015 veröffentlicht.

## Titelliste
1. Hand of Truth (Keith Emerson, Greg Lake) – 5:23
2. Daddy (Lake) – 4:42
3. One by One (Emerson, Lake, Keith Olsen) – 5:08
4. Heart On Ice (Lake, Olsen) – 3:43
5. Thin Line (Bill Wray, Olsen, Emerson) – 4:46
6. Man in the Long Black Coat (Bob Dylan, Emerson) – 4:12
7. Change (Wary, Emerson, Olsen) – 4:44
8. Give Me a Reason to Stay (Steve Diamond, Sam Lorber) – 4:14
9. Gone Too Soon (Lake, Wary, Keith Wechsler) – 4:12
10. Street War (Emerson, Lake) – 4:24

### Bonustitel
CD Bonustitel
- Pictures at an Exhibition (Modest Mussorgsky, Emerson, Lake, Emerson, Palmer) – 15:29

a. Promenade – 1:45
b. The Gnome – 2:07
c. Promenade – 1:45
d. The Sage – 3:10
e. The Hut of Baba Yaga – 1:15
f. The Great Gates of Kiev – 5:23
Japanische Bonustitel
- Hammer It Out (Emerson) – 2:36

## Rezeption
Auf dem Progressive-Rock-Portal Babyblaue Seiten wird In the Hot Seat negativ aufgenommen und erringt nur 1,6/15 Punkten. Alle fünf Rezensenten halten es einhellig für einen Flop, Siggy Zielinsky empfindet die Songs als „sympathischem Allerweltspop bis zu wirklich übler Kommerzware“, Jörg Schumann meint, dass es „dieser Band absolut unwürdig ist. Schwülstig, banal, ideenlos, uninspiriert… kurz: grässlich“.
Auch international fielen Kritiken negativ aus, Marc Loren von AllMusic bewertete In the Hot Seat mit 1,5 von 5 Sternen und sagte, dass es „auf so vielen Ebenen versagt, dass nicht einmal die Talente von drei phänomenalen Musikern es retten könne“, Hand of Truth und Daddy hob er als die wenigen Höhepunkte hervor.
In den 2010er Jahren gestand Greg Lake rückblickend, dass ihn die Produktion des Albums frustriert hatte, für Carl Palmer war es „an der Schmerzgrenze“ und „furchtbar“. Beide bemerkten, dass auf Druck des Plattenlabels Victory, die Keith Emerson Klassikadaptionen untersagten, daraus lediglich ein Album zum Geldverdienen wurde und sie es nicht hätten machen sollen. Auch Produzent Keith Olsen bedauerte im Nachgang, das Album produziert zu haben, und sagte, es habe „keine Songs, keine Vorbereitung, keine Arbeitsmoral“.